# Матей Властар
Матей Властар (на средногръцки: Ματθαίος Βλάσταρις) е виден византийски духовник, учен богослов и химнограф. Властар превежда ранните гръцки църковни отци и е автор на много богословски трактати. В 1335 година Властар пише „Азбучна синтагма“, която е сред основните източници на църковното право в Православната църква.

## Биография
Роден е в Солун, втория по-големина град на Византийската империя. Ученик е на Исак Солунски. Образованието му е отлично - в произведенията му се срещат цитати от Филон, Йосиф Флавий, Омир, Птолемей, Софокъл. Работи като юрист, но по-късно се замонашва.
Умира в Солун, в манастира „Свети Исак“ около 1360 година.

## Азбучна синтагма
В 1355 година Властар пише основния си труд „Сборникът по азбучен ред на всички въпроси, съдържащи се в свещените и божествени канони“, известен под името „Азбучна синтагма“ – речник, състоящ се от 24 раздела по броя букви в гръцката азбука, в който са включени както нормите на църковното право, така и светски закони. В синтагмата Матей Властар често почти буквально повтаря тълкуванията на Йоан Зонара (около 1100 - 1160) и Теодор Валсамон (1169 - 1177), без за дава препратки към тях, тъй като трудът е практическо ръководство. Някои текстове за светското право са от „Прохирон“ на император Василий I Македонец (867 - 886). Отличителните качествана труда - удобство, яснота и пълнота, спомагат за широката му популярност в православния свят. Скоро след издаването си синтагмата става най-употребяваното ръководство по църковно право в Православната църква, сравнимо с Шестокнижието на Константин Арменопул, като дори има преимущество пред номоканона на патриарх Фотий I Константинополски. Преведена е в 1346 година на славянски по инициатива на цар Стефан Душан и патриарх Йоаникий II Сръбски, като почти едновременно се появява и съкратена редакция. В Сърбия синтагмата обикновено се преписва заедно с Душановия законник, който е ръководство по светско право. От Сърбия в същия XIV век синтагмата се разпространява и в Българската църква, а оттам във Влашко и Молдова. В 1466 година славянски списък на синтагмата е направен и за Охридската архиепископия. При славянските преводи, разпределението на каноните по отдели в зависимост от предмена не съответва на кирилицата.

## Други дела
Освен Синтагмата на Матей Властар се приписват още и следните трудове от някои ръкописи с неговия подипс: 1) Изложение на длъжностите на Великата църква; 2) Извлечение от „Покайния номоканон“ на патриарх Йоан IV Постник; 3) Из отговорите на епископ Йоан Китроски до драчкия епископ Константин Кавасила; 4) Правилата на Никифор I Константинополски; 5) Отговорите на митрополит Никита Ираклийски до епископ Константин; 6) Латино-гръцки речник на юридическите термини; 7) Изобличение на заблужденията на латините; 8) Слово за неквасения хляб, споменато от Лъв Аляций; 9) За произхода на Светия Дух; 10) Риторика; 11) За ораторските фигури и някои малки статии като, например, против юдеите и трактат за коливата.